# Село Дражиновићи, борци пали у ратовима од 1912. до 1918. године
Списак бораца из села Дражиновићи, Општина Пожега, погинулих и умрлих у Балканским и Првом светском рату преузет је из књиге „Пожега и околина”, објављене 1978. године.
Подаци за подручје Пожеге прикупљани су у периоду 1976–1977. године преко матичних књига умрлих, спомен-плоча, крајпуташа, као и разговора са преживелим борцима и појединим грађанима који су по сећању могли да дају податке, уз напомену да спискови могуће да нису потпуни, због временске дистанце и недостатка поузданих извора.

## Списак
1. Арсић Миленко
2. Богдановић Велимир
3. Богдановић Миливоје
4. Богдановић Витомир
5. Богдановић Радојица
6. Богдановић Ратомир
7. Бојанић Миленко
8. Вучићевић Антоније
9. Вучићевић Константин
10. Вучићевић Драгиша
11. Вучићевић Милован
12. Вучићевић Чедомир
13. Вучићевић Велимир
14. Демировић Андрија
15. Демировић Миодраг
16. Ђурић Ђорђе
17. Ћурић Милија
18. Ђурић Миленко
19. Ђурић Веселин
20. Зириковић Никола
21. Зириковић Филип
22. Зириковић Јелесије
23. Зириковић Раденко
24. Зириковић Лука
25. Лазовић Крста
26. Лучић Ратко
27. Лучић Нешо
28. Марковић Марко
29. Марковић Живко
30. Милосављевић Милован
31. Милић Ранисав
32. Милић Бранислав
33. Милић Јован
34. Милошевић Милан
35. Милошевић Стеван
36. Милошевић Миленко
37. Нешковић Јован
38. Нешковић Чедомир
39. Нешковић Велимир
40. Перовић Милија
41. Перовић Перко
42. Рачанин Михајило
43. Рачанин Војислав
44. Савић Ђуро
45. Савић Милован
46. Стјепанић Периша
47. Тешовић Малиша
48. Тешовић Милија
49. Тешовић Михајило
50. Тешовић Примислав[1]